# Нематоцист
Нематоцист, або кнідоцист — високоспеціалізована органела, що міститься в жалких клітинах кнідарій; ця органела, власне, і забезпечує ураження кнідоцитами ворога або харчового об'єкта.